# روکته
روکته (به ایتالیایی: Rocchette) یک منطقهٔ مسکونی در ایتالیا است که در کاستیلیونه دلا پسکایا واقع شده‌است. روکته ۹ نفر جمعیت دارد و ۶ متر بالاتر از سطح دریا واقع شده‌است.